# بیشینه خورشیدی

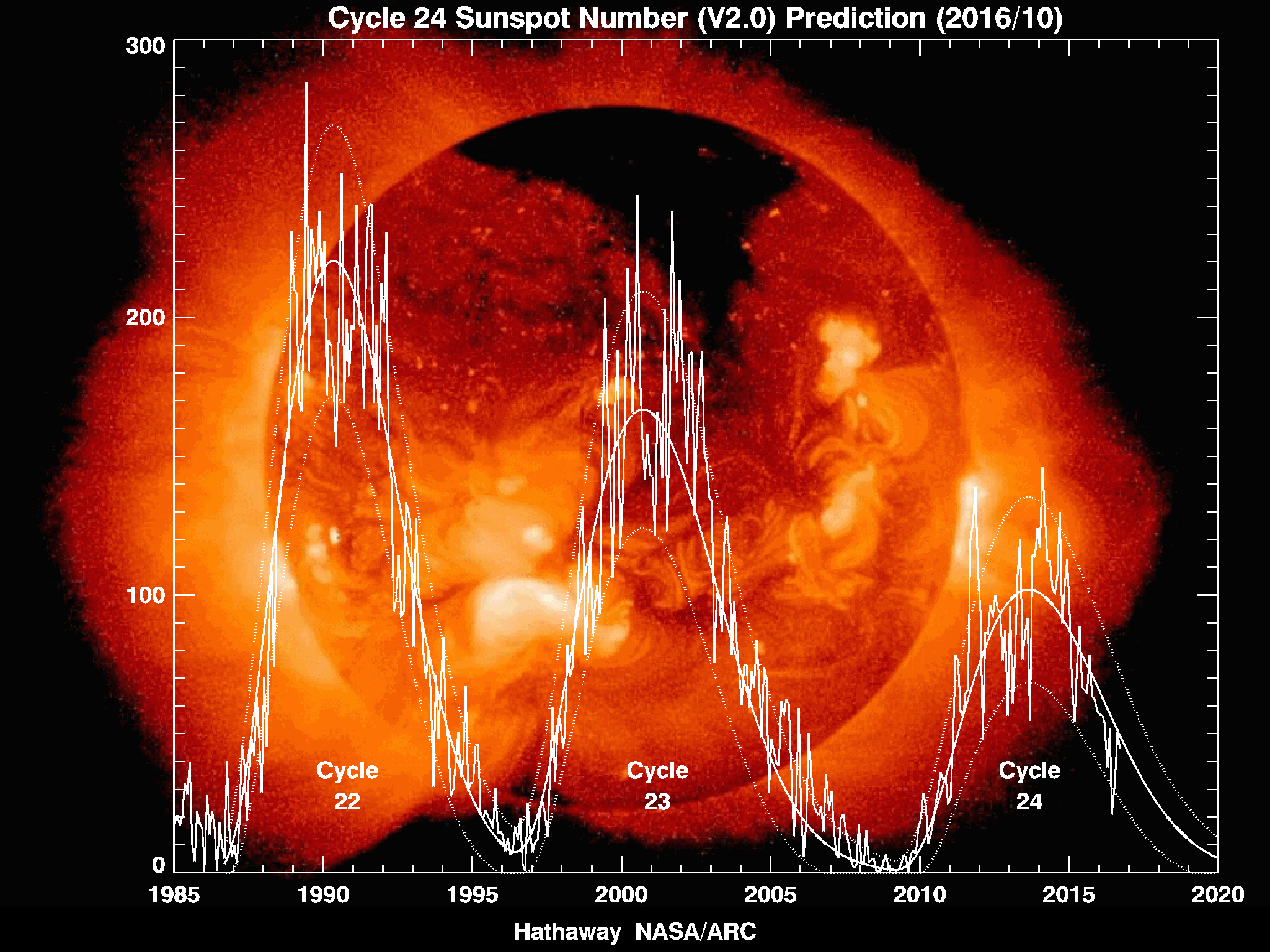
پیش‌بینی چرخه لکه خورشیدی ۲۴ (۲۰۰۸–۲۰۲۰) حداکثر هموارشده تعداد لکه‌های خورشیدی را حدود ۶۶ در تابستان ۲۰۱۳ نشان می‌دهد. مشاهدات کنونی این چرخه را کوچک‌ترین چرخه لکه خورشیدی از زمان ثبت داده‌ها در دهه ۱۷۵۰ معرفی می‌کند.

بیشینه خورشیدی (انگلیسی: Solar maximum) دوره منظم بیشترین فعالیت خورشیدی در طی چرخه خورشیدی ۱۱ ساله خورشید است. در طول بیشینه خورشیدی، تعداد زیادی لکه خورشیدی ظاهر می‌شود و خروجی تابش خورشیدی حدود ۰٫۰۷٪ افزایش می‌یابد. به‌طور متوسط، چرخه خورشیدی حدود ۱۱ سال طول می‌کشد تا از یک بیشینه خورشیدی به بیشینه بعدی برسد، اما طول این چرخه می‌تواند بین ۹ تا ۱۴ سال متغیر باشد.

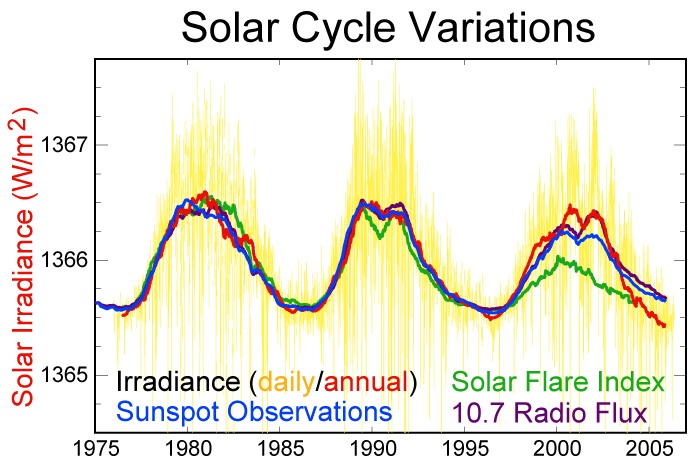
سه چرخه خورشیدی اخیر

در طول بیشینه خورشیدی، طوفان‌های خورشیدی بزرگ اغلب رخ می‌دهند. به عنوان مثال، طوفان خورشیدی ۱۸۵۹ که چند ماه پیش از بیشینه خورشیدی در چرخه خورشیدی ۱۰ رخ داد، شدیدترین طوفان ژئومغناطیسی در تاریخ مکتوب بود و به‌طور گسترده به عنوان نتیجه یک طوفان خورشیدی بسیار بزرگ شناخته می‌شود.

## پیش‌بینی‌ها
پیش‌بینی زمان و شدت بیشینه خورشیدی آینده بسیار دشوار است و نتایج پیش‌بینی‌ها به شدت متغیر است. یک بیشینه خورشیدی در سال ۲۰۰۰ رخ داد. در سال ۲۰۰۶، ناسا ابتدا پیش‌بینی کرد که بیشینه خورشیدی بعدی در سال‌های ۲۰۱۰ یا ۲۰۱۱ رخ خواهد داد و احتمالاً قوی‌ترین چرخه از سال ۱۹۵۸ خواهد بود. با این حال، بیشینه خورشیدی تا سال ۲۰۱۴ اعلام نشد و حتی در آن زمان، به‌عنوان یکی از ضعیف‌ترین چرخه‌های ثبت‌شده رتبه‌بندی شد.

## کمینه‌ها و بیشینه‌های بزرگ خورشیدی
علاوه بر چرخه حدود ۱۱ ساله خورشید، شدت بیشینه‌های خورشیدی می‌تواند از چرخه‌ای به چرخه دیگر متفاوت باشد. هنگامی که چندین چرخه خورشیدی برای دهه‌ها یا قرن‌ها فعالیتی بیشتر از میانگین دارند، این دوره «بیشینه بزرگ خورشیدی» نامیده می‌شود. در طی این دوره‌ها، چرخه‌های خورشیدی همچنان رخ می‌دهند، اما شدت آن‌ها بیشتر است. به همین ترتیب، دوره‌های طولانی که در آن بیشینه خورشیدی کمتر از میانگین است، «کمینه بزرگ خورشیدی» نامیده می‌شوند. برخی محققان پیشنهاد کرده‌اند که بیشینه‌های بزرگ خورشیدی با تغییرات اقلیمی جهانی و منطقه‌ای مرتبط هستند، اگرچه برخی دیگر این فرضیه را رد می‌کنند (مانند دوران گرمایشی قرون وسطی).
پس از آغاز رصد خورشیدی با تلسکوپ در سال ۱۶۱۱ توسط گالیله، شدت بیشینه‌های خورشیدی معمولاً با شمارش تعداد و اندازه لکه‌های خورشیدی اندازه‌گیری می‌شود؛ برای دوره‌های قبل از آن، نسبت ایزوتوپ‌ها در مغزه یخیها برای برآورد فعالیت خورشیدی استفاده می‌شود.
| رویداد           | شروع             | پایان            |
| ---------------- | ---------------- | ---------------- |
| کمینه هومری      | ۹۵۰ پیش از میلاد | ۸۰۰ پیش از میلاد |
| کمینه اورت       | ۱۰۴۰ میلادی      | ۱۰۸۰ میلادی      |
| بیشینه قرون وسطی | ۱۱۰۰ میلادی      | ۱۲۵۰ میلادی      |
| کمینه ولف        | ۱۲۸۰ میلادی      | ۱۳۵۰ میلادی      |
| کمینه اسپُرر      | ۱۴۵۰ میلادی      | ۱۵۵۰ میلادی      |
| کمینه ماندر      | ۱۶۴۵ میلادی      | ۱۷۱۵ میلادی      |
| کمینه دالتون     | ۱۷۹۰ میلادی      | ۱۸۲۰ میلادی      |
| بیشینه مدرن      | ۱۹۱۴ میلادی      | ۲۰۰۸ میلادی      |
| نامشخص           | ۲۰۰۹ میلادی      | اکنون            |

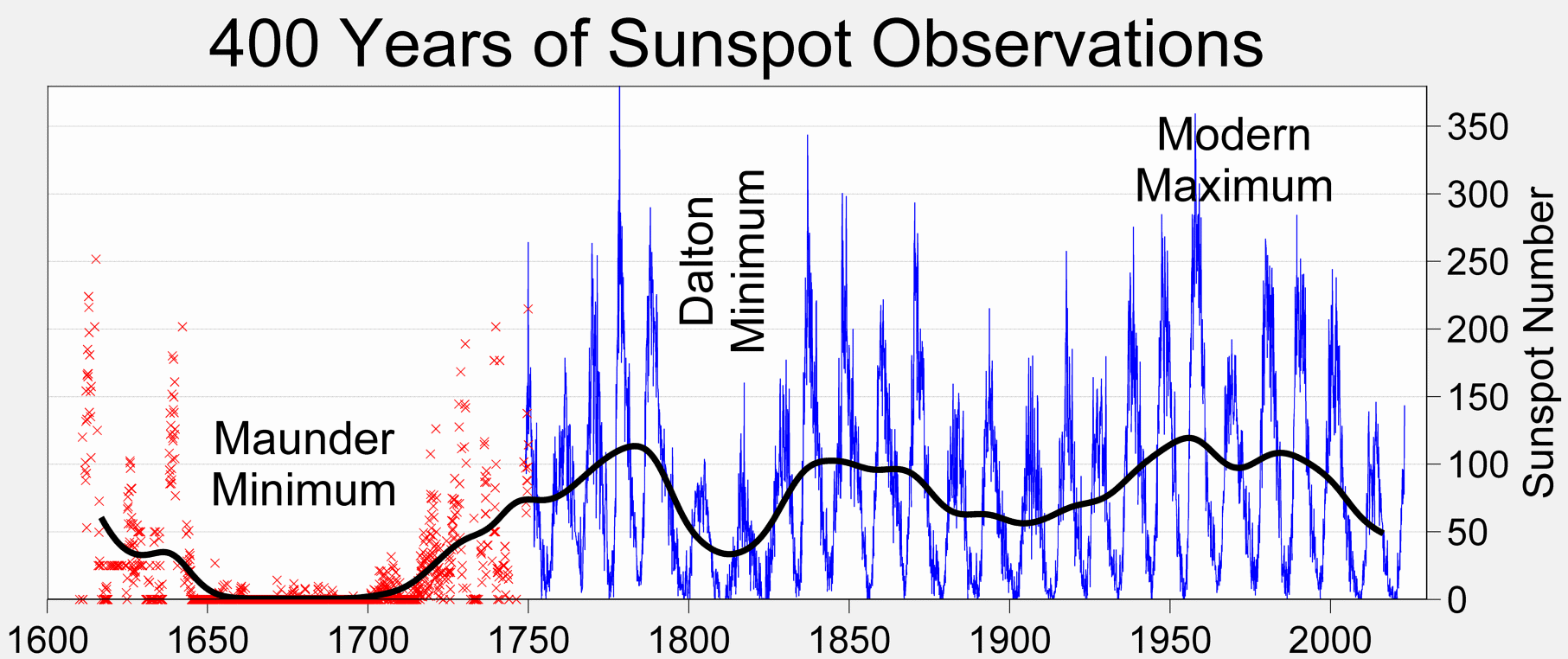
تاریخچه ۴۰۰ ساله عدد ولف.

فهرستی پیشنهادی از کمینه‌های بزرگ تاریخی فعالیت خورشیدی همچنین شامل کمینه‌های بزرگ در حدود ۶۹۰ میلادی، ۳۶۰ پیش از میلاد، ۷۷۰ پیش از میلاد، ۱۳۹۰ پیش از میلاد، ۲۸۶۰ پیش از میلاد، ۳۳۴۰ پیش از میلاد، ۳۵۰۰ پیش از میلاد، ۳۶۳۰ پیش از میلاد، ۳۹۴۰ پیش از میلاد، ۴۲۳۰ پیش از میلاد، ۴۳۳۰ پیش از میلاد، ۵۲۶۰ پیش از میلاد، ۵۴۶۰ پیش از میلاد، ۵۶۲۰ پیش از میلاد، ۵۷۱۰ پیش از میلاد، ۵۹۹۰ پیش از میلاد، ۶۲۲۰ پیش از میلاد، ۶۴۰۰ پیش از میلاد، ۷۰۴۰ پیش از میلاد، ۷۳۱۰ پیش از میلاد، ۷۵۲۰ پیش از میلاد، ۸۲۲۰ پیش از میلاد و ۹۱۷۰ پیش از میلاد است.